# Heinz Eger
Heinz Eger (* 31. Dezember 1932 in Johanngeorgenstadt; † 31. März 2023) war ein deutscher Radiologe und Kardiologe.

## Leben
Eger stammte aus dem sächsischen Erzgebirge und besuchte das heutige Bertolt-Brecht-Gymnasium in Schwarzenberg/Erzgeb. Nach dem Zweiten Weltkrieg studierte er in Berlin und Erfurt. Als Facharzt für Röntgenologie und Strahlenheilkunde arbeitete er bis 1974 an der Medizinischen Akademie Erfurt. Während dieser Zeit promovierte er und habilitierte er sich. Obwohl er an der TU Ilmenau zum Professor für Grenzgebiete der biomedizinischen Technik berufen wurde, ging er als Chefarzt an die Zentralklinik nach Bad Berka. Von 2000 bis 2002 war er Vertretung des Chefarztes der Röntgenabteilung im Klinikum Erlabrunn.

## Ehrungen
Eger erhielt zahlreiche Auszeichnungen, darunter 1984 den Nationalpreis der DDR II. Klasse für Wissenschaft und Technik für seine Mitwirkung an der Entwicklung der Herzchirurgie in der DDR.
2013 erhielt er die Universitätsmedaille der Technischen Universität Ilmenau.
Seine Geburtsstadt verewigte ihn 2014 durch eine vom Kettensägenkünstler Andrej Löchel aus St. Wendel angefertigte lebensgroße Holzfigur auf der weltgrößten Weihnachtspyramide. Zum Stadtgründungsfest 2017 erhielt er den Ehrenpreis von Johanngeorgenstadt.